# Holcolemma canaliculatum
Holcolemma canaliculatum är en gräsart som först beskrevs av Ernst Gottlieb von Steudel, och fick sitt nu gällande namn av Otto Stapf och Charles Edward Hubbard. Holcolemma canaliculatum ingår i släktet Holcolemma och familjen gräs. Inga underarter finns listade i Catalogue of Life.